# Sunatilla Bekenov
Sunatilla Husanovich Bekenov (en ouzbek : Сунатилла Хусанович Бекенов, en russe : Сунатулла Хусанович Бекенов Sounatoulla Khoussanovitch Bekenov, né en 1971 à Chimkent dans la RSS kazakhe en Union Soviétique) est un homme politique ouzbek. Il est ministre de l'économie entre le 9 juillet 2009 et le 25 octobre 2010.

## Biographie
De 2008 à juillet 2009, Bekenov dirige le bureau exécutif du cabinet des ministres d'Ouzbékistan. Le 9 juillet 2009, il est nommé comme ministre de l'Économie de l'Ouzbékistan en remplacement de Botir Xoʻjayev. Il ne reste cependant à ce poste que jusqu'au 25 octobre 2010 où il est démis de ces fonctions puis remplacer par Ravshan G'ulomov. Au moment où il quitte les fonctions de ministre de l'Économie, il devient sous-ministre des Finances